# キャットフィッシュ・アンド・ザ・ボトルメン
キャットフィッシュ・アンド・ザ・ボトルメン（Catfish and the Bottlemen）は、2007年にウェールズのランディドノで結成されたインディー・ロックバンド。 デビューアルバム『ザ・バルコニー (The Balcony)』はUKアルバムチャートで10位を記録。 バンドはイギリス、ヨーロッパ、北アメリカ、オーストラリア、スペインでツアーをし、グラストンベリー (Glastonbury)、ラティチュード、レディング＆リーズ・フェスティバル、T in the Parkなどを含む多くの音楽フェスに参加した。 2016年2月24日にはブリットアワードのBritish Breakthrough Act賞を受賞した。2016年5月27日に、2ndアルバム 『ザ・ライド (The Ride)』をリリースした。2019年4月26日に、3rdアルバム『ザ・バランス (The Balance)』をリリースした。

## メンバー
- ヴァン・マッキャン - ボーカル、リズムギター (2007年 -)
- ベンジー・ブレイクウェイ - ベース、コーラス (2007年 -)

### 元メンバー
- ジョン・バー - ドラム、パーカッション (2007年 - 2010年)
- ビリー・ビビー - リードギター、コーラス (2007年 - 2014年)
- ジョニー・ボンド - リードギター、コーラス (2014年 - 2021年)
- ボブ・ホール - ドラム、パーカッション (2010年 - 2021年)

## 略歴

### 2007年～2013年：結成～活動初期
キャットフィッシュ・アンド・ザ・ボトルメンは、2007年5月に結成された。ウェールズ、ランディドノのビリー・ビビーの両親の家でヴァンとビリーは共にギターを弾き始めた。 ヴァンの両親も、ビリーの両親同様、ベッド・アンド・ブレックファーストを経営しており、 ヴァンは最初はビリーの弟の友達だった。 後にヴァンとビリーがベンジーをベースとしてバンドに加入させ、さらに同級生のジョン・バーがドラムとして参加した。 ビリーは10歳の頃からギターを演奏しており、ヴァンとベンジーにギターの弾き方を教えた。 
バンドは、カサビアンなどのバンドのライブ後の駐車場で演奏することで自身を売り込んだ。 2009年にBBCラジオ6がバンドの初期のデモ曲を初めてオンエアした。 2010年、初期のドラマーのジョンが脱退し、ロバート・ボブ・ホールが新たなドラマーとして加入した。ボブは当時バンドと仕事をしていたプロデューサーからの紹介だった。
2014年の夏、ビリーが突然バンドでの活動を停止し、 代わりにジョニー・ボンドが加入した。 2014年7月25日、バンドは"不測の個人的な事情"を理由に3つの音楽フェスへの出演をキャンセルした。 2014年8月13日、バンドはフェイスブックに、「お気づきの方もいらっしゃるかもしれませんが、ここ最近、私たちは違うギタリストとライブをしてきました。残念ながら個人的な理由で、ビリーは今後私たちとツアーに参加することができません。」 とコメントを投稿した。ビリーは、バンドを脱退したことについて「脱退後の予定は、正直立ってなかった。何をするか分からなかった。曲を書き始めたら、バンドから気持ちが離れていってしまったんだ。バンドで成し遂げたことは誇りに思っているけど、今は自分のバンドの将来のことを考えることにだけ集中しているよ。」とコメントしている。  2015年秋、ビリーは自身の新バンド、「ビリー・ビビー＆ザ・ライ・スマイルズ」を立ち上げている。
バンド名はヴァンが子供の頃、オーストラリアのシドニーでCatfish the Bottlemenという名の大道芸人を見たことから付けられた。 2015年1月にヴァンはその大道芸人とシドニーのラジオ番組で再会した。

### 2013年～2016年：『ザ・バルコニー』
2013年、バンドはコミュニオン・レコードと契約を交わし、同年、『ホームシック (Homesick)』、『ランゴ (Rango)』、『パシファイヤー (Pacifier)』の3枚のシングルをリリースした。2014年にはアイランド・レコードと契約し、同年5月17日にシングル『キャスリン (Kathleen)』をリリースした。プロデューサーはアークティック・モンキーズ、カサビアン、アデルのプロデュースも手掛けたジム・アビス。『キャスリン』は2014年4月のMTVホッテスト・トラックで1位を獲得した。
2014年夏、レディング&リーズ や、ラティチュード、カンデル・コーリング、ワイノットフェスティバル、T in the park、ピンクポップ、イビザ・ロックスなどイギリスやヨーロッパの音楽フェスに数多く出演した。
2014年6月19日、バンドはデビューアルバム『ザ・バルコニー (The Balcony)』のリリースを発表し、その直後、イギリスツアーの実施を発表した。アルバムは2014年9月15日にリリースされ、UKアルバムチャートで10位を記録した。同アルバムはゴールド認定されている。
2014年12月、バンドはBBCミュージックアワードでBBCイントロデューシングアワードを受賞し、『キャスリン』を披露した。
2015年1月6日には、『ザ・バルコニー』がアメリカでリリースされ、バンドは翌日に『レイト・ショー・ウィズ・デビット・レターマン』で演奏をした。
WOW247のインタビューでヴァンはバンドは「すでに3枚のアルバム分の曲を書いた」とコメントし、「ファーストアルバムよりセカンドアルバムのほうが楽しみだよ、もう仕事は終わっているからね」とコメントした。
2016年のブリットアワードでバンドは British Breakthrough Actの賞を獲得。同年5月にはリバプール・サウンド・シティーで初めてのヘッドライナーを務めた。

### 2016年～2018年：『ザ・ライド』
2016年3月23日、バンドはツイッターとインスタグラムで2ndアルバムのタイトルが『ザ・ライド (The Ride)』であるとコメントした。同アルバムは2016年5月27日にリリースされ、UK チャートで1位を獲得した。
2016年8月、バンドはマンチェスターで自身最大の単独ライブを開催した。『ザ・バルコニー』の全曲11曲と、『ザ・ライド』から6曲を演奏した。

### 2019年～現在：『ザ・バランス』、ホールとボンドの脱退
2019年1月8日、シングル『ロングショット (Longshot)』をリリース。25日に、3rdアルバム『ザ・バランス (The Balance)』を正式に発表した。2月13日に『フラクチュエイト (Fluctuate)』、3月19日に『2all』、4月18日に『カンバセーション (Conversation)』と立て続けにシングルをリリースしたのち、4月25日にアルバムをリリースした。
2021年8月、レディング＆リーズ・フェスティバルで初のヘッドライナーを務めた。9月、12月18日に、ミレニアム・スタジアムにて行われるステレオフォニックスのライブのサポート・アクトとして、トム・ジョーンズと共に出演することが発表された。前日の17日にも追加公演が予定されたが、新型コロナウイルスの影響により、2022年6月17日～18日に延期された。しかし、2022年6月2日、「不測の事態」によりライブに出演しないことが、ステレオフォニックスのTwitterで発表された。
2021年9月29日、ドラムのボブ・ホールが脱退を発表。
2022年6月5日、ボンドは、2021年にバンドから脱退していたことを発表した。彼のInstagramでの声明によると、実際には2021年3月の段階で脱退を決意していたものの、バンド側がそれを発表しなかったことを明かした。脱退の理由として、バンド内で「耐えられないこと」があったと述べている。

## 音楽スタイル
『ザ・バルコニー』のレビューで、オールミュージック紙にバンドのサウンドがジョニー・マー、ザ・クリブス、フィーダー、ミステリー・ジェットに例えられた。 NME紙でベンジーは、ヴァンのボーカルスタイルはザ・クークスのルーク・プリチャードに似ていると語っている。 また、ヴァンは『ザ・ライド』の音楽のアプローチの仕方について「みんなが奇想天外でアーティスティックになろうとし始めたように感じるんだ、だから僕らは基本に則ったやり方でやりたいと思ったんだ。」と語っている。

## コンサートツアー
- ザ・バルコニー ツアー (2014–15)
- ザ・ライド ツアー[30] (2016–2017)
- レボリューション・レディオ ツアー (2017) グリーン・デイのオープニングアクトとして参加
- ザ・バランス ツアー (2019)

## ディスコグラフィー

### EP
| 年     | タイトル                     | レーベル     | 形式                     |
| ------ | ---------------------------- | ------------ | ------------------------ |
| 2009年 | Poetry & Fuel                | サイズ       | CD、デジタルダウンロード |
| 2010年 | Beautiful Decay              | サイズ       | CD、デジタルダウンロード |
| 2013年 | Catfish and the Bottlemen    | コミュニオン | CD、デジタルダウンロード |
| 2014年 | Kathleen and the Other Three | コミュニオン | CD、デジタルダウンロード |

### スタジオ・アルバム
| タイトル    | アルバム詳細 | ピーク位置図 | ピーク位置図 | ピーク位置図 | ピーク位置図 | ピーク位置図 | ピーク位置図 | 認証            |
| タイトル    | アルバム詳細 | 英国         | AUS          | SCO          | 米           | 米 Alt       | 米 ロック    | 認証            |
| ----------- | --- | ------------ | ------------ | ------------ | ------------ | ------------ | ------------ | --------------- |
| The Balcony | - リリース:2014年9月15日 - レーベル: アイランド - フォーマット: CD、 デジタルダウンロード、 ビニール                    | 10           | 51           | 11           | 121          | 9            | 13           | - BPIプラチナ   |
| The Ride    | - リリース:2016年5月27日 - レーベル:アイランド、 キャピトル - フォーマット:CD、デジタルダウンロード、ビニール、カセット | 1            | 6            | 1            | 28           | 2            | 3            | - BPI：プラチナ |
| The Balance | - リリース:2019年4月25日 - レーベル: アイランド、キャピトル - フォーマット:CD、デジタルダウンロード、ビニール、カセット | 2            | 9            | 2            | 159          | 16           | 31           | - BPI：ゴールド |

### シングル
| タイトル                                                                       | 年   | 最高順位 | 最高順位            | 最高順位 | 最高順位 | 最高順位 | 最高順位 | アルバム    |
| タイトル                                                                       | 年   | UK       | エピソード UK Indie | BEL      | JPN      | US Alt.  | US Rock  | アルバム    |
| ------------------------------------------------------------------------------ | ---- | -------- | ------------------- | -------- | -------- | -------- | -------- | ----------- |
| "Homesick"                                                                     | 2013 | 182      | —                   | —        | —        | —        | —        | The Balcony |
| "Rango"                                                                        | 2013 | —        | —                   | —        | —        | —        | —        | The Balcony |
| "Kathleen"                                                                     | 2014 | 110      | 11                  | —        | 82       | 17       | 40       | The Balcony |
| "Fallout"                                                                      | 2014 | —        | —                   | 142      | —        | —        | —        | The Balcony |
| "Cocoon"                                                                       | 2014 | 109      | —                   | 128      | —        | 29       | 50       | The Balcony |
| "Pacifier"                                                                     | 2014 | —        | —                   | —        | —        | —        | —        | The Balcony |
| "Hourglass"                                                                    | 2015 | —        | —                   | —        | —        | —        | —        | The Balcony |
| "Soundcheck"                                                                   | 2016 | 95       | —                   | —        | —        | 11       | 32       | The Ride    |
| "7"                                                                            | 2016 | 81       | —                   | —        | —        | 38       | 35       | The Ride    |
| "Glasgow"                                                                      | 2016 | 128      | —                   | —        | —        | —        | —        | The Ride    |
| "Twice"                                                                        | 2016 | 87       | —                   | —        | —        | —        | —        | The Ride    |
| "Outside"                                                                      | 2017 | —        | —                   | —        | —        | —        | —        | The Ride    |
| "Longshot"                                                                     | 2019 | 25       | —                   | —        | 2        | —        | 16       | The Balance |
| "Fluctuate"                                                                    | 2019 | 84       | —                   | —        | —        | —        | —        | The Balance |
| "2all"                                                                         | 2019 | 57       | —                   | —        | 7        | —        | 39       | The Balance |
| "Conversation"                                                                 | 2019 | 60       | —                   | —        | —        | —        | —        | The Balance |
| "—" denotes a single that did not chart or was not released in that territory. |      |          |                     |          |          |          |          |             |

## 私生活
ボーカルのヴァン・マッキャンはオーストラリアで生まれた。ベンジーはランディドノ出身。 ホールはシェフィールド出身、ビビーはランカシャー出身、ボンドはニューカッスル・アポン・タイン出身である。バンドがランディドノ出身であることを聞かれると、ヴァンは「住んでいたことはあるが、正確に言うと僕たちはウェールズ出身でない。」と答えている。
ヴァンはマンチェスター・ユナイテッドFCのサポーター、ベンジーはリヴァプールFCのサポーターである。